# Карде (провінція Кунео)
Карде́ (італ. Cardé, п'єм. Cardé) — муніципалітет в Італії, у регіоні П'ємонт,  провінція Кунео.
Карде розташоване на відстані близько 520 км на північний захід від Рима, 40 км на південний захід від Турина, 45 км на північ від Кунео.
Населення — 1150 осіб (2014).
Щорічний фестиваль відбувається другої неділі вересня. Покровитель — Madonna della Salesea.

## Демографія
Населення за роками:

Станом на 1 січня 2023 року в муніципалітеті офіційно проживали 52 іноземці з 10 країн, серед них 24 громадяни країн Євросоюзу.

## Сусідні муніципалітети
- Бардже
- Моретта
- Ревелло
- Салуццо
- Віллафранка-П'ємонте